# Europamästerskapen i kortbanesimning 2009
Den 17:e upplagan av Europamästerskapen i kortbanesimning hölls i Istanbul, Turkiet mellan den 10 och 13 december 2009. Tävlingarna arrangerades vid Abdi İpekçi Arena.

## Medaljtabell
| Pl.    | Nation         | Guld | Silver | Brons | Totalt |
| ------ | -------------- | ---- | ------ | ----- | ------ |
| 1      | Nederländerna  | 10   | 3      | 1     | 14     |
| 2      | Ryssland       | 8    | 5      | 8     | 21     |
| 3      | Frankrike      | 6    | 2      | 3     | 11     |
| 4      | Tyskland       | 5    | 3      | 4     | 12     |
| 5      | Ungern         | 3    | 4      | 1     | 8      |
| 6      | Kroatien       | 2    | 3      | 0     | 5      |
| 7      | Danmark        | 2    | 1      | 5     | 8      |
| 8      | Italien        | 1    | 3      | 1     | 5      |
| 9      | Österrike      | 1    | 0      | 1     | 2      |
| 9      | Storbritannien | 1    | 0      | 1     | 2      |
| 9      | Norge          | 1    | 0      | 1     | 2      |
| 12     | Sverige        | 0    | 3      | 2     | 5      |
| 13     | Spanien        | 0    | 2      | 3     | 5      |
| 14     | Polen          | 0    | 2      | 0     | 2      |
| 15     | Serbien        | 0    | 1      | 2     | 3      |
| 16     | Belarus        | 0    | 1      | 1     | 2      |
| 16     | Slovenien      | 0    | 1      | 1     | 2      |
| 18     | Estland        | 0    | 1      | 0     | 1      |
| 18     | Litauen        | 0    | 1      | 0     | 1      |
| 20     | Finland        | 0    | 0      | 1     | 1      |
| 20     | Israel         | 0    | 0      | 1     | 1      |
| 20     | Ukraina        | 0    | 0      | 1     | 1      |
| Totalt | Totalt         | 40   | 36     | 38    | 114    |

## Deltagande nationer
Dessa 41 länder var representerade med deltagare i tävlingen.
| - Albanien - Azerbajdzjan - Belgien - Bosnien och Hercegovina - Bulgarien - Cypern - Danmark - Estland - Färöarna - Finland | - Frankrike - Grekland - Island - Irland - Israel - Italien - Kroatien - Lettland - Liechtenstein - Litauen | - Luxemburg - Nederländerna - Norge - Polen - Portugal - Rumänien - Ryssland - Schweiz - Serbien - Slovakien - Slovenien | - Spanien - Storbritannien - Sverige - Tjeckien - Turkiet - Tyskland - Ukraina - Ungern - Belarus - Österrike |